# Kecamatan Ileape
Kecamatan Ileape är ett distrikt i Indonesien.   Det ligger i provinsen Nusa Tenggara Timur, i den sydöstra delen av landet, 1 800 km öster om huvudstaden Jakarta. Kecamatan Ileape ligger på ön Pulau-pulau Solor.